# Aregno
Aregno (Corsicaans: Aregnu) is een gemeente in het Franse departement Haute-Corse op Corsica en telt 567 inwoners (1999). De plaats maakt deel uit van het arrondissement Calvi.

## Geografie
De oppervlakte van Aregno bedraagt 9,4 km², de bevolkingsdichtheid is 60,3 inwoners per km².

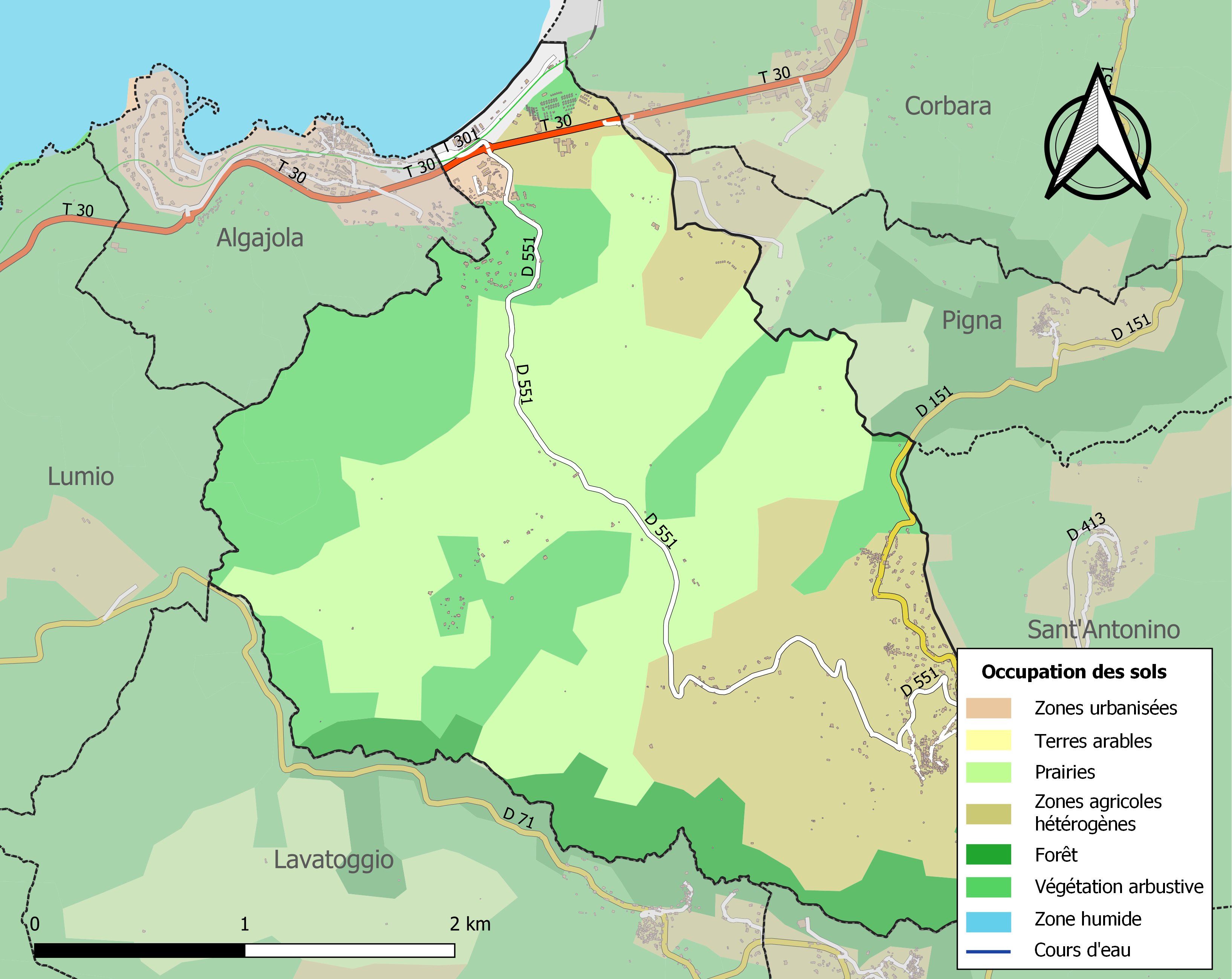
Kaart van de gemeente met de belangrijkste infrastructuur, bodemgebruik en omliggende gemeenten

## Demografie
Onderstaande figuur toont het verloop van het inwonertal (bron: INSEE-tellingen).

Vanwege een beveiligingsprobleem met de MediaWiki Graph-software is het momenteel niet mogelijk deze grafiek weer te geven. Zodra de software is bijgewerkt zal de grafiek vanzelf weer zichtbaar worden.

## Monumenten
- Op het even buiten Aregno gelegen kerkhof staat de Église de la Trinité et de San Giovanni, een romaanse kerk uit ca. 1100.